# راس (کالیفرنیا)
راس (به انگلیسی: Ross) شهری در شهرستان مارین ایالت کالیفرنیا است که در سرشماری سال ۲۰۱۰ میلادی، ۲۴۱۵ نفر جمعیت داشته است.